# Marnie e Sua Caixa Mágica
Marnie e Sua Caixa Mágica (Shoebox Zoo no título original) é uma série de televisão infanto-juvenil de fantasia, feita em colaboração entre a BBC Scotland e várias companhias de televisão canadenses. É em sua maioria feita por atores reais, porém com animação digital utilizada para o figurino dos animais. Foi transmitida primeiramente em 2004 pela CBBC. A TV Cultura transmite a série no território brasileiro.

## Sinopse
Marnie e sua caixa mágica conta a história de Marnie McBride (Vivien Endicott-Douglas), uma garota que acaba de sofrer a perda da mãe. Como se isso não bastasse seu pai decide mudar-se de Denver (Colorado, Estados Unidos) para Edimburgo (Escócia, Reino Unido).
Após a chegada à Escócia, Marnie completa 11 anos. Seu pai a leva à uma loja de antiguidades na qual ela encontra uma caixa de sapatos com quatro estátuetas: uma Águia, uma Cobra, um Urso e um Lobo.
Ela descobre ter o poder de despertar tais estátuetas e começa a aprender muitos segredos com elas: os quatro são humanos e antigos aprendizes de um grande feiticeiro chamado Michael Scott (Peter Mullan), que os transformou nos animais de pedra após a tentativa de roubar o Livro do Conhecimento Proibido.
Descobre também que é a escolhida: a pessoa que tem a missão de encontrar o livro perdido.
Não tarda muito e ela encotra o próprio feiticeiro, que passa a ajuda-lá com alguns enigmas.
Nessa busca ela vai ter de lidar com o temido Camaleão: um homem sem escrúpulos para obter o livro.
Ele foi criado a partir dos quatro elementos por Michael Scott e agora parece estar absorvendo aos poucos os poderes de seu criador.
Por fim ela encontra o livro, mas descobre que este era apenas uma cópia para difilcutar a busca.
A temporada acaba com a morte de Toledo, o Camaleão e com Michael Scott perdendo quase completamente os poderes.
Na segunda temporada Marnie volta para Denver para passar as férias. Novos personagens são apresentados e muitas surpresas a aguardam.

## Personagens
Marnie McBride (Vivien Endicott-Douglas)Uma menina americana de 11 anos de idade de Denver, Colorado. Sua mãe morreu quando ela tinha apenas 10 anos e seu pai levou-a para longe de sua casa para o Reino Unido, mudando-se para Edimburgo, terra natal de seu pai, na Escócia. Em seu aniversário de 11 anos, Marnie encontra o Zoo Shoebox, um quarteto de seres humanos presos sob a forma de animais de brinquedos. Marnie passa a primeira temporada da série procurando o Livro do Conhecimento Proibido, mas o que ela encontra acaba por ser uma farsa; o original escondido em algum lugar na América. Marnie finalmente encontra o livro, mas tem que destruí-lo, quando Toledo e a Rainha Amanhecer obtêm-no. Ela deixa o Zoo Shoebox na loja onde os encontrou pela primeira vez em. Suas habilidades incluem a telepatia, a telecinesia, teletransporte, e a capacidade de disparar raios, e até mesmo ressurreição.
Ross McBride (Jason Connery)Pai escocês de Marnie. Ele a leva para Edimburgo um mês depois que sua mãe morre de câncer. Ross não tem idéia de que sua filha é a Escolhido e acredita que o Zoo Shoebox são nada mais do que brinquedos. Ele trabalha na biblioteca da universidade, onde um exemplar do Livro foi escondido.
Michael Scott (Peter Mullan)O grande mago que criou o Livro do Conhecimento Proibido e Toledo. Depois de Wolfgang e os outros roubaram o livro, ele transformou-os em animais e colocou-os para dormir, como punição. McTaggart, em seguida, levou o livro para que ele não corrompesse seu mestre e lançou-o no mar. Michael tinha-lhe torturado durante 11 anos e a fez imortal até que o livro foi descoberto. Michael assistiu com tristeza a morte de seu filho, mas ajudou Marnie a derrotar Toledo. Scot viveu por 1.100 anos, mas morreu, após ter sua magia drenada por um Toledo renascido. Seu fantasma mais tarde voltou para dar alguns conselhos a Marnie.
McTaggart (David McKay)Servo leal de Michael. Ele pegou o livro para evitar que seu mestre se corrompesse pelo mal. Michael o imortalizou para que ele pudesse torturá-lo em seu calabouço por 1100 anos. Ele, então, teve de ser eternamente um servo até que o livro fosse encontrado. Apesar dessa maldição, McTaggart permaneceu leal a Michael Scot ao longo dos 1100 anos da imortalidade e estava ao seu lado quando ele morreu. McTaggart foi transformado em uma doninha e colocado em uma gaiola por Toledo, até ser libertado por Edwin e Ailsa. Apesar de não ser treinado em magia que ele conseguiu "aprender a magia ímpar" em seus anos servindo Scott. McTaggart morreu triunfalmente na batalha contra a Rainha alvorecer e desapareceu em um rio - apesar do fato de que ele era imortal, porque o livro ainda não havia sido encontrado!? Sua morte foi lamentada por seus amigos, e também até mesmo por Toledo (sob a forma de Aurora Dexter).
Juan Roberto Montoya de Toledo (Tony Donaldson)Um Metamorfo mal criado por Michael 11 meses após o livro ter sido criado. Retratado como um jovem homem careca com um gosto para as cores branca e prata, Toledo desejava obter o livro e os seus poderes, acabou contratando Wolfgang para ajudá-lo. Depois de Wolfgang reconciliar-se com seu pai e trair Toledo, o Metamorfo jogou o lobo em uma lareira, onde acabou por morreu. Toledo foi morto quando concedeu o Livro falso no final da 1ª temporada. Ele voltou como um espírito e matou Michael, drenando toda a sua magia. Em seguida, ele possuiu o corpo de Aurora Dexer para se tornar a Rainha do alvorecer. Ele transformou McTaggart em uma doninha, quando McTaggart escapou da metormorfose ele assassinou por explodi-lo fora das quedas de destino e nas corredeiras abaixo. Ele, então, ganhou o livro, mas ele e Aurora se tornaram entidades separadas, Toledo recupereu seu corpo. Toledo ficou com o livro por um breve momento antes de Marnie atira-lo com a flecha da verdade, destruindo o livro, que levou Toledo com ele....
Aurora Dexter/The Dawn Queen (Natascha Girgis)Uma cigana de Nebraska. Ela apresentava um programa de televisão, Above and Beyond. Claro, Aurora era uma impostora. Ela queria desesperadamente estar no canal quatro. Ela tem uma filha chamada Becky, que é rival de Marnie. Toledo transformada Aurora Inn Aurora. Eles encontram o Livro e Aurora torna-se a má Rainha do Amanhecer, que quer dominar o mundo no lugar de Toledo.
Kyle Stone (Yudii Mercredi)O melhor amigo de Marnie. Ele encontra o Zoo Shoebox depois que eles ganham vida diante de seus olhos, e ele desmaia em choque. O avô de Kyle é Nathaniel. Kyle é dotado com o cavalo de sangue, que lhe dá os poderes do Homem da Medicina, incluindo trazer Hunter para a vida.
Bobby Campbell (Avô) (Paul Coeur)Alegre avô de americano de Marnie. Ele gosta de acampar e passar o tempo com sua esposa e neta. Ele é um pouco desajeitado e não gosta de ser repreendido por sua esposa.
Dorothy Campbell (Avó) (Valerie Ann Pearson)Protetora e, por vezes, o excessivamente preocupada avó de Marnie. A avó levou o Zoo Shoebox de volta para a loja de sucata onde a mãe de Marnie os encontrou, depois que ela se tornou obcecado com eles, e ela se preocupa que Marnie venha a fazer o mesmo.
Nathaniel (Gordon Tootoosis)O homem de medicina, avô e conselheiro espiritual de Kyle. Nathaniel passa a maior parte de seu tempo na sua fogueira espiritual, ouvindo e observando os espíritos. Ele pode se teletransportar para lugares diferentes.

### As "estatuetas" da caixa
Edwin (Rik Mayall)Edwin de Wynter é uma águia de metal arrogante e pomposa que se vê como a líder do Zoo Shoebox. Ele se dá um título auto-denominado "Porta-voz do Zoo Shoebox". Ele e seus amigos roubaram o Livro do Conhecimento Proibido e ele foi transformado em sua forma atual por Michael Scot. A Marnie foi dado um colar (anteriormente propriedade de sua mãe), que tinha uma das penas da cauda de Edwin como um amuleto. Edwin tem uma asa falsa, um capacete destacável e ele tem medo de voar. Edwin gradualmente se torna mais confiante na busca de ele próprio. Na 2ª temporada, Edwin é ainda mais determinado a encontrar o livro e se tornar humano novamente. A fim de recuperar a Seta importante da Verdade de um ninho de águia, Kyle ensina Edwin a voar, dando a nobre águia uma pena para mantê-lo em equilíbrio no ar. Edwin perde a pena, mas aprende a voar por conta própria. Ele defende a seta escondido quando uma Marnie sombria a confronta. Edwin parece ser mais afetada quando Marnie diz adeus ao Zoo Shoebox.
Ailsa (Siobhan Redmond)A víbora cínica de vidro. Ailsa é o mais antigo do Zoo Shoebox e a mais sábia. Ela tem olhos verdes brilhantes, um corpo de cobra dourada longo e um histórico de não confiar em ninguém. Ailsa então deixado de lado sua personalidade presente e começar a confiar em Marnie. Ailsa é inteligente e engraçada ao mesmo tempo e gosta de dormir. Ailsa é mais de confiança em outras pessoas durante seu tempo em Denver e um tem uma queda por Hunter. Sua runa foi a primeiro a ser encontrada. Ela é representada por uma velha serpente com um chocalho.
Bruno (Alan Cumming)Um urso de pedra simplória e amigável. Ele é o membro mais jovem do Zoo Shoebox e também um pouco idiota. Ele teve que agir de forma agressiva às vezes e foi mordido por  Toledo para salvar Marnie. Bruno facilmente se acostumou com Marnie, enquanto que os outros levaram mais tempo e é muito leal a sua amante. Bruno tem um coração puro e tenta ajudar seus amigos, da melhor maneira que pode. Bruno estava preso por Marnie em uma rocha quando ela estava mal depois de ter criticado suas ações. Ele foi resgatado de um afogamento por Nathaniel e foi liberado de sua prisão por Marnie. Runa de Bruno é a segunda a ser encontrada.
Wolfgang (Simon Callow)Um lobo de madeira azul, Wolfgang é primeiro retratado como feroz, enganoso e geralmente misterioso. Ele tem medo de fogo, acredita que tudo prova de serragem devido a ele que está sendo feito de madeira e tem um gosto especial por manteiga. Ele é muito astuto e desconfiado em relação a Marnie durante as primeiras experiências juntos, indo tão longe como unindo forças a Toledo para irritá-la. Mas ele finalmente revela que ele é o filho de Michael Scot, roubando o Livro por ciúme e raiva. Marnie leva Wolfgang para Michael, onde pai e filho reparam seu relacionamento. No entanto, durante a batalha na casa de Bernie pelo livro, Wolfgang é pego por Toledo e jogado em uma lareira, onde ele se desintegra. Wolfgang vive como um espírito, preso em chamas, e visitou Marnie em seus sonhos, avisando-a para não ir para o mal. A Marnie corrompida convoca Wolfgang e obriga-o a levá-la para a localização do Livro. Depois de voltar para o lado bom, Marnie decide ressuscitar Wolfgang para ajudá-la a destruir o Livro. Wolfgang é mostrado como sendo um pouco chocado por estar vivo e bate-se na cabeça só para ter certeza. Ele é representado por colar um velho guerreiro.
Os contráriosEscuro, cegos, clones idênticos dos membros originais do Zoo Shoebox, criados por Toledo. Eles passam a maior parte da primeira temporada na forma de ovos escondidos em uma mala, mas eclodem quando o Livro do Conhecimento Proibido é liberado. Em termos de personalidade, Os Contrarios são versões dos membros Shoebox Zoo distorcidos; os clones de Edwin, Ailsa e de Bruno são incrivelmente violentoa, enquanto Wolfgang é completamente selvagem e não pode falar. O grupo e Toledo invadem a casa de Marnie, e caçam suas contrapartes boas, exceto o clone de Wolfgang. Edwin, Ailsa e Bruno se enfrentam contra seus clones, que perecem logo depois (o de Edwin cai uma chaminé, a de Ailsa é atingido por um raio, e o de Bruno é derrubado um telhado). Clone de Wolfgang morre quando o Wolfgang real é assassinado por Toledo.
Hunter (Simon Callow)Um cavalo selvagem de madeira. Visto pela primeira vez na 2ª temporada, ele é trazido à vida pelo poder de Nathaniel. Hunter é capaz de se transformar em um cavalo real, como ele é um espírito. Hunter é um pouco desajeitado, como visto em sua estréia, quando ele derrama um copo de vinho tinto sobre uma mesa no quarto de Michael Scott. Hunter é o Espírito da Dança do Cavalo, como ele descreve em sua linha de abertura, juntamente com muitas outras coisas. Ele diz que sua abertura, sempre que ele encontra alguém novo, seu mais famoso ser quote "E o cara que só ... (por exemplo derramado vinho tinto tudo sobre sua mesa!)". No final, Hunter desiste de suas linhas de abertura, quando ele encontra pela primeira vez Wolfgang e bandas do Zoo Shoebox juntos para ajudar a destruir o livro, mesmo que eles percebem que eles vão ser presos nas suas formas atuais para o bem. Ele é visto pela última vez assistindo Marnie comemorando seu aniversário de 12 anos antes de galope de volta para Nathaniel.